# Marquesado de Falces
El marquesado de Falces es un título nobiliario español creado en el 24 de abril de 1513 por la reina Juana I de Castilla a favor de Alonso Carrillo de Peralta, III conde de Santiesteban de Lerín y condestable de Navarra. La denominación hace referencia al municipio de Falces, en la Comunidad Foral de Navarra.

## Titulares del marquesado de Falces
|                      | Titular                                                          | Periodo              |
| Creación por Juana I | Creación por Juana I                                             | Creación por Juana I |
| -------------------- | ---------------------------------------------------------------- | -------------------- |
| I                    | Alonso Carrillo de Peralta                                       | 1513-1533            |
| II                   | Antonio de Peralta y Velasco                                     | 1533-1545            |
| III                  | Gastón de Peralta                                                | 1545-1587            |
| IV                   | Antonio de Peralta y Velasco                                     | 1587-1596            |
| V                    | Ana María de Peralta y Velasco                                   | 1596-¿?              |
| VI                   | Diego Antonio de Croy y Peralta                                  | ¿?-1682              |
| VII                  | José Martín de Peralta-Velasco e Insausti                        | 1682-1692            |
| VIII                 | Rosa María de Santa Isabel de Peralta y Velasco                  | 1692-1694            |
| IX                   | María Teresa de Castejón y Peralta-Velasco                       | 1694-1760            |
| X                    | Ana Francisca Rodríguez de Eván Sanz de Merino Peralta y Velasco | ¿?-1804              |
| XI                   | José Nicolás de Montalvo y Álvarez de las Asturias-Bohórquez     | 1804-1809            |
| XII                  | María de la Cabeza de Tavira y Montalvo                          | 1809-1836            |
| XIII                 | José Carlos Velluti y Tavira                                     | 1836-1896            |
| XIV                  | José María Velluti y Zbikowski                                   | 1896-1959            |
| XV                   | Pedro Fernando Félix María Velluti y de Murga                    | 1949-1987            |
| XVI                  | Olga Velluti y de Murga                                          | 1988-1998            |
| XVII                 | José Ramón Suárez del Otero y Velluti                            | 1998-actual titular  |

## Historia de los marqueses de Falces
- Alonso Carrillo de Peralta (c. 1468-Castillo de Marcilla, 26 de octubre de 1533), I marqués de Falces,[2] III conde de Santisteban de Lerín,[3] señor de las villas de Peralta, Marcilla, Falces, Andosilla, etc., condestable de Navarra, miembro del Consejo de los reyes Juan III y de Catalina, I y su camarero mayor, mariscal de Navarra, corregidor de Baeza y Úbeda.[2]

Era hijo de Troilos Carrillo de Acuña, conde de Agosta en Sicilia — hijo natural del cardenal arzobispo de Toledo, Alonso Carrillo de Acuña —, y de Juana de Peralta, II condesa de Santisteban de Lerín, con quien contrajo matrimonio el 22 de noviembre de 1467. Juana era hija de Pedro de Peralta y Ezpeleta, I conde de Santisteban de Lerín, y de su primera esposa, Ana de Brabante.
Casó con Ana de Velasco, hija de Luis Fernández de Velasco, señor de Belorado, Val de San Vicente, la Puebla de Arganzón y otros lugares, hermano del condestable de Castilla, Pedro Fernández de Velasco, y de Ana de Padilla, hija de Juan de Padilla, señor de Calatañazor, adelantado mayor de Castilla y camarero del rey Juan II de Castilla, y de Mencía Manrique, señora de Santa Gadea. Le sucedió su hijo:
- Antonio de Peralta y Velasco (c. 1490-Marcilla, 1545), II marqués de Falces,[5] y IV conde de Santisteban de Lerín.

Caso con la francesa Ana de Bosquet, señora de Tornay y dama de honor de la reina Catalina, hija de Juan de Bosquet, barón de Pouget en Bearne, y de Ana de Lucy, hija del señor de Bel-Aire. Le sucedió su hijo:
- Gastón de Peralta (Pau (Francia), 1510-Valladolid, 1587), III marqués de Falces, V conde de Santisteban de Lerín y virrey de Nueva España.[7]

Casó en primeras nupcias, en 1534, con Ana de Velasco, hija ilegítima de Pedro Fernández de Velasco y Tovar, duque de Frías. Contrajo un segundo matrimonio, en Zaragoza en 1559, con Leonor de Mur. Casó en terceras nupcias con Inés Díez de Aux y Armendáriz, hija de Luis Díez de Aux de Armendáriz, IV señor de Cadreita, y de Juana de Sámano. Le sucedió su hijo del primer matrimonio:
- Antonio de Peralta y Velasco, IV marqués de Falces, VI conde de Santisteban de Lerín, caballero de la Orden de Calatrava y gentilhombre de cámara del rey Felipe II.[9]

Casó en primeras nupcias con Ana de Campo y en segundas con Margarita de Fuenmayor. Sin descendencia, sucedió:
- Ana María de Peralta y Velasco, V marquesa de Falces, VII condesa de Santisteban de Lerín, señora de varios lugares.[10]

Casó, en 1596, con Jacques de Croy, señor de Ferrieres, caballero de la Orden de Santiago, hijo de Jacques de Croy y de Violante de Lannoy.
- Diego Antonio de Croy y Peralta (Madrid, 4 de febrero de 1618-Marcilla, 8 de septiembre de 1682), VI marqués de Falces, VIII conde de Santisteban de Lerín[11] y caballero de la Orden de Santiago.[12]

Casó en primeras nupcias, en 1636, con María López de Mendoza y Vargas, VII marquesa de Mondéjar y IX condesa de Tendilla. Contrajo un segundo matrimonio con Melchora Bárbara de Viana y Villaquirán. Sin descendencia de ninguno de sus matrimonios, sucedió:
- José Martín de Peralta-Velasco e Insausti (1670-Marcilla, 26 de noviembre de 1692), VII marqués de Falces,[13] IX conde de Santisteban de Lerín, V señor de Tovar y regidor perpetuo de Medina del Campo.[14]

Era hijo de Luis Ángel de Peralta y Lugo (1643-1675), IV señor de Tovar, regidor perpetuo de Medina del Campo y caballero de la Orden de Santiago —descendiente de Juan de Peralta y Velasco, nieto primer marqués de Falcés, y de su esposa Catalina de Pedrosa —, y de Catalina Antonia de Insausti y Mendoza. Sin descendencia, sucedió su hermana:
- Rosa María de Santa Isabel de Peralta y Velasco (1673-1694), VIII marquesa de Falces, X condesa de Santiesteban de Lerín,[16] señora de Peralta y del castillo de Funes y regidora perpetua de Medina del Campo.[14]

Casó, el 18 de enero de 1692, con Juan Diego de Castejón Ciria Beteta, I conde de Agramonte de Valdecabriel, caballero de la Orden de Calatrava, señor del castillo de Boedalva, de la casa de Ciria en Calatayud, alcalde perpetuo del castillo y fortaleza y regidor perpetuo de Ágreda y de Soria, hijo de Melchor Luis de Castejón y de Juliana de Ciria Beteta. Sucedió su única hija:
- María Teresa de Castejón Peralta y Velasco (Ágreda, 18 de septiembre de 1693-Valladolid, 4 de enero de 1760), IX marquesa de Falces,[17] II condesa de Agramonte de Valdecabriel y XI condesa de Santisteban de Lerín y camarera mayor del reino.[18][19]

Casó en primeras nupcias con Vicente Francisco de Ovando, matrimonio anulado posteriormente. Contrajo un segundo matrimonio con Ignacio de Aranda Teza Salcedo y Anuncibay. El hijo primogénito de este matrimonio, Manuel Silverio de Aranda Salcedo Anuncibay, fue el XII conde de Santisteban de Lerín, pero falleció en la infancia. Con ella se extinguió esta línea de la casa de Peralta y, después de varios litigios, sucedió su parienta, descendiente de Ana de Peralta y Velasco, nieta del primer marqués de Falces, casada con Cristóbal Rodríguez de Eván.
- Antonia Francisca Rodríguez de Eván Sanz de Merino Peralta y Velasco (m. Madrid, 8 de mayo de 1804), X marquesa de Falces,[20] XIII condesa de Santiesteban de Lerín.[21]

Casó, el 8 de septiembre de 17645, con Onofre Ramírez de Haro, VII conde de Bornos. Sin descendencia, sucedió, un octavo nieto del IV marqués:
- José Nicolás de Montalvo y Álvarez de la Asturias Bohorques (m. Valladolid, 31 de agosto de 1809), XI marqués de Falces,[23][21] XIV conde de Santisteban de Lerín, IV marqués de Torre-Blanca, caballero de la Orden de San Juan de Jerusalén, maestrante de Granada, regidor perpetuo de la ciudad de León, gentilhombre de cámara del rey, etc.[21]

Casó con María de la Cabeza Dávila-Ponce de León y Maza. Sucedió su nieta, hija de María Antonia de Montalvo y Dávila-Ponce de León, que premurió a su padre, casada con José Francisco de Tavira y Velluti, III marqués del Cerro de la Cabeza:
- María de la Cabeza de Tavira y Montalvo (m. Madrid, 1 de marzo de 1836), XII marquesa de Falces[23] por real carta de sucesión del 6 de septiembre de 1828,[25] XV y última condesa de Santisteban de Lerín.[26]

Casó, en 1827, con Pedro María Velluti López de Ayala (Granada, 14 de abril de 1797-Madrid, 5 de febrero de 1849), senador, presidente de la Real Academia de Bellas Artes de San Fernando, y corregidor. Sucedió su hijo:
- José Carlos Velluti y Tavira (Andújar, 4 de noviembre de 1831-Madrid, 20 de noviembre de 1896), XIII marqués de Falces,[27][26] IV marqués del Cerro de la Cabeza y VI marqués de Torre-Blanca, maestrante de Granada, senador del reino, mayordomo mayor del reino de Navarra y gentilhombre de cámara del rey.[26]

Casó en primeras nupcias con Eloisa Entrala Perales y en segundas nupcias, en 1895, con María del Pilar Dueñas y Tegedo. Sin descendencia, sucedió su sobrino nieto, hijo de Pedro Fernando Velluti y Velluti —hijo de Pedro Fernando Velluti y Tavira y de María de las Angustias Velluti y Bouvier—, y de su esposa, María Inés de Zbikowski y Tello, hija de Carlos Bodo de Zbikowski y Griebel, de familia noble polaca que, después pasar a Brandeburgo, se instalaron en España, y de su esposa María de las Mercedes de Tello y Santalo.
- José María Velluti y Zbikowski (m. 16 de enero de 1959), XIV marqués de Falces,[29] marqués del Cerro de la Cabeza y de Torre-Blanca, maestrante de Zaragoza.

Casó con María de la Esperanza de Murga y Ansuátegui. En 1959, le sucedió su hijo:
- Pedro Fernando Félix María Velluti y de Murga (m. Gijón, 18 de marzo de 1987), XV marqués de Falces,[30][25] corregidor de Madrid[31] y marqués de Torre-Blanca.

Sucedió su hermana:
- Olga Velluti y de Murga (Madrid, 17 de noviembre de 1917-Madrid, 18 de mayo de 2004), XVI marquesa de Falces[32] y marquesa de Torre-Blanca.[33]

Casó con Faustino Suárez de Otero y Aguirre. Sucedió su hijo a quien cedió el título:
- José Ramón Suárez del Otero y Velluti (Madrid, 14 de julio de 1943),[2] XVII marqués de Falces.[34][35]